# Radiodifusión Nacional del Uruguay
Radiodifusión Nacional del Uruguay es el servicio público encargado de la gestión de la radiodifusión nacional en Uruguay. Forma parte del Servicio de Comunicación Audiovisual Nacional. Contiene once emisoras de radio que abarcan todo el territorio nacional.

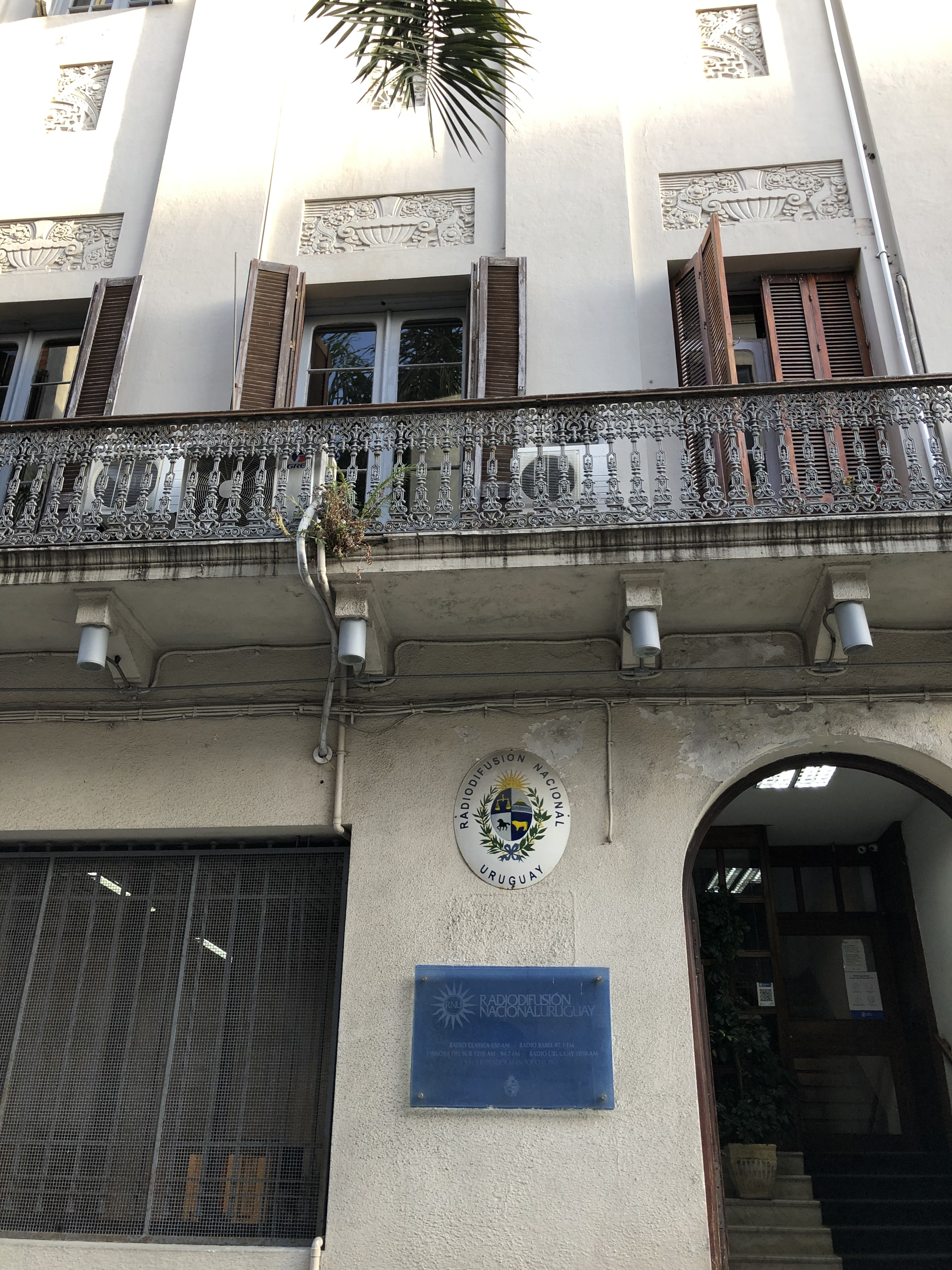
Estudios de Radiodifusión Nacional en Montevideo

## Historia
En 1926, la Dirección Nacional de Radiocomunicaciones del Ministerio de Guerra y Marina encargada de dirigir una estación de telegrafía, asigna la compra de una nueva estación, proveniente de Estados Unidos. Meses más tarde de realizada dicha adquisición, la estación llega al puerto de Montevideo, pero por error se había comprado una estación de telefonía y no telegráfica.
Es así, que nace la intención por parte del Ministerio de Instrucción Pública de crear una radioemisora oficial y se designó una comisión especial con el propósito de crearla. Dicha comisión estaría integrada por los parlamentarios, Francisco Ghigliani y Carlos Butler, el director de Radiocomunicaciones del Ministerio de Defensa, ingeniero Gilberto Lasnier y el profesor Emilio Verdesio.
En la parte técnica trabajaron funcionarios de la ya nombrada Dirección Nacional de Radiocomunicaciones entre los que se destaca Dante Tartaglia y Carlos Mazzey, dos de los primeros técnicos de la época. Así comenzaron las primeras emisiones de CWOA Radio Oficial. Cabe destacar, que para ese entonces Uruguay ya tenía asignadas series de distintivos de llamada entre "CWA a CWZ", pero aún sólo se usaban los que comenzaban con "CX". Los primeros estudios de esta nueva radio fueron en la Escuela Militar, actual sede del Comando del Ejército.
En un principio se retransmitieron las funciones del Teatro Colón de Buenos Aires que realizaba LS1-Radio Municipal. Esta radio, transmitía todas las temporadas de ópera desde el 25 de mayo, fecha patria argentina, hasta finales de octubre.

### Creación
La radio oficiales del Uruguay, fue creada el 18 de diciembre de 1929 con la formación del Servicio Oficial de Difusión Radio Eléctrica a través de la Ley n° 8557 por iniciativa del Consejo Nacional de Administración, con el objetivo principal de transmitir espectáculos o audiciones de carácter artístico, científico, ilustrativo o ameno con fines de mejoramiento espiritual de los habitantes del país. Es así que CWOA Radio Oficial, pasa a llamarse CX6 SODRE.

A punto de ser creado en 1929, el Consejo Nacional de Administración, envió un mensaje a la Asamblea General donde se sostenía: 
La radiodifusión es un elemento de ciencia moderna puesto a disposición para llevar las notas de arte y de cultura no solamente a todos los centros urbanos, que no tienen capacidad para traerlos sino hasta los más apartados hogares del país.
El primer consejo directivo de dicho sistema, fue integrado por doctor Francisco Gigliani, como presidente; Carlos Butler, como vicepresidente; Gilberto Lasnier, delegado por la Universidad de la República; doctor Agustín Massa, delegado por el Consejo de Educación Primaria y el Emilio Verdesio. Contó además con Enrique Fabini; como primer locutor y jefe de audiciones y con Francisco Curt Lange como creador y jefe de la Discoteca Nacional de Uruguay.
Finalmente el 1° de abril de 1930 comienzan sus emisiones regulares, siendo por varios años, la única emisora del instituto. Su programación era generalista, en la cual se transmitían algunos programas periodísticos, de actualidad, así como la difusión de eventos o actuaciones de los cuerpos estables del instituto. 
El 18 de julio de 1930, el Servicio Oficial de Difusión Radioeléctrica, mediante CX 6 fue la primera emisora de radio en transmitir un partido de fútbol en Uruguay, en vivo desde su cabina instalada en el Estadio Centenario durante el día de su inauguración, en donde también se disputaba el Primer Campeonato Mundial de Fútbol de 1930. En 1936 es adquirida la emisora CX38 llamada hasta ese entonces Radio-difusora Jackson y en abril de ese mismo año comienzan las emisiones de la primera emisora de onda corta de Uruguay, y del instituto, CX A 6, la cual en un principio retransmitía la programación de CX 6 (onda media). 
Adentrado los años 40 y con el estallido de la Segunda Guerra Mundial, se conformaría el proyecto de contar con un servicio de radiodifusión internacional, para el cual fue necesaria la adjudicación de nuevas emisoras en onda corta. Las mismas transmitían desde Montevideo en español e inglés. 
En 1947 es adquirida la emisora CX 26, llamada hasta ese entonces Radio Uruguay propiedad del Ministerio de Ganadería y Pesca, la misma una vez bajo la órbita del instituto se consolidaría como la emisora generalista y periodística. Siendo junto con CX6 las emisoras públicas principales.  
El 19 de junio de 1963, con la creación del Servicio Nacional de Televisión del SODRE, el instituto paso a llamarse Servicio Oficial de Difusión, Radiotelevisión y Espectáculos dejando atrás el radioeléctrica.
En 1973, con el auge de las señales de frecuencia modulada, se crea la emisora en FM del SODRE 97.1, la cual transmitió música clásica durante dos décadas. Se podía escuchar de lunes a viernes desde la hora 17.
El primer estudio de la radio oficial fue en una oficina del Palacio Legislativo, pero pronto dicho sistema adquiriría el ex Teatro Urquiza en donde ubicaría sus principales estudios. Allí se instalarían las tres emisoras, con un estudio para radioteatro, incluyendo sala de grabaciones, entre otras reparticiones. En 1971 tras el incendio y derrumbe del Estudio Auditorio del SODRE, las radios oficiales tuvieron que trasladarse hacia un nuevo edificio sobre la calle San José 1139, hoy sede de la Dirección Nacional de Cultura. Posteriormente en los años 90 se trasladaría hacia sus actuales estudios de la peatonal Sarandí.
A su vez, cuenta con estudios en el interior del país, desde donde se transmiten las emisoras regionales. 

En 2005, el Servicio de Radiodifusión del SODRE, bajo la dirección de Sergio Sacomani decide relanzar sus emisiones y levantar las producciones tercerizadas, y los arrendamientos de espacios en CX 26 y CX 38 tras un intento de recuperar el servicio oficial del Estado, el cual se encontraba en un grave estado edilicio, sumergido también en un grave estado de abandono, además de un atraso tecnológico, con falta de recursos y medios.
En este relanzamiento significó renombrar a las emisoras, como es el caso de CX6 que siguiendo con su legado histórico fue denominada como Radio Clásica y como CX26 que recibió la denominación de Radio Uruguay, continuando con su programación periodística y plural. También significó el relanzamiento de programación, de contenidos y perfiles para el resto de las emisoras. Se destaca que hubo tres emisoras dedicadas a la transmisión de música en diferentes géneros. Además se logró una cobertura en todo el país mediante la creación de emisoras regionales y re transmisoras.  
En 2015, las radios oficiales dejaron de formar parte del Servicio Oficial de Difusión, Radiotelevisión y Espectáculos y comenzaron a ser dirigidas por el Servicio de Comunicación Audiovisual Nacional. Motivo por el cual, el Servicio Oficial de Difusión, Radiotelevisión y Espectáculos pasó a ser Servicio Oficial de Difusión, Representaciones y Espectáculos.
En mayo de 2024, abandonaron sus históricos estudios en la Peatonal Sarandí para trasladarse al barrio Larrañaga, precisamente, a los estudios de Televisión Nacional. 

## Emisoras principales
| Logo | Emisora                    | Inicio de transmisiones          |
| ---- | -------------------------- | -------------------------------- |
|      | Radio Clásica Musical      | 18 de diciembre de 1929, 95 años |
|      | Radio Cultura Cultural     | 1 de abril de 1936, 88 años      |
|      | Radio Uruguay generalista  | 6 de abril de 1947, 77 años      |
|      | Babel FM Emisora de música | 19 de diciembre de 1972, 52 años |

### Exteriores
Hacia 1940, el servicio de radiodifusión del SODRE conformó un servicio de radiodifusión al exterior, el cual contó con cuatro emisoras de onda corta. 
| Emisoras | Emisoras      | Inicio de transmisión | Estado   |
| -------- | ------------- | --------------------- | -------- |
|          | CXA 6         | 1936, 89 años         | inactiva |
| CXA 4    | 1937, 88 años | inactiva              |          |
| CXA10    | 1940, 85 años | inactiva              |          |
| CXA18    | 1940, 85 años | inactiva              |          |

## Emisoras regionales
|          | Emisoras                      | Departamentos              |
| -------- | ----------------------------- | -------------------------- |
|          | 98.7 FM - Radio Uruguay       | Artigas                    |
| 100.1 FM | Bella Unión, Artigas          |                            |
|          | 103.9 FM - Radio Uruguay      | Colonia y Carmelo, Colonia |
|          | 105.1 FM                      | Durazno                    |
|          | 96.1 FM                       | Florida                    |
|          | 102.9 FM                      | Río Negro                  |
|          | 100.9 FM - Radio Uruguay      | Maldonado                  |
|          | 106.9 FM - Radio Uruguay      | Cerro Largo                |
|          | 92.1 FM                       | Soriano                    |
|          | 106.1 FM                      | Lavalleja                  |
|          | 103.5 FM                      | Paysandú                   |
|          | 93.9 FM                       | Rivera                     |
|          | 107.7 FM - Radio Uruguay      | Rocha                      |
| 93.5 FM  | Chuy, Rocha                   |                            |
|          | 104.3 FM - Radio Uruguay      | Salto                      |
|          | 95.1 FM                       | San José                   |
|          | 103.7 FM                      | Tacuarembó                 |
| 106.1 FM | Paso de los Toros, Tacuarembó |                            |
|          | 92.7 FM                       | Treinta y Tres             |

## Autoridades
| Autoridades        | Periodo                   |
| ------------------ | ------------------------- |
| Lauro Ayestarán    | 1959 - 1967               |
| Jaime Bravo        | 1973 - 198 (intervención) |
| Alberto Zabala     | 1990 - 1995               |
| Sergio Sacomani    | 2005 - 2014               |
| Pedro Ramela       | 2014 - 2015               |
| Ernesto Kreimerman | 2018 - 2020               |
| Fabiana Conti      | 2020 - 2025               |
| Daniel Ayala       | 2025                      |